# Puente De Bosset
El Puente De Bosset o Puente Drapano, (en griego moderno Γέφυρα Ντε Μποσέ) es un puente de piedra construido en 1813 sobre la bahía de Argostoli en Cefalonia, Grecia. Con 689,9 metros, es el puente de piedra sobre el mar más largo del mundo.

## Antecedentes

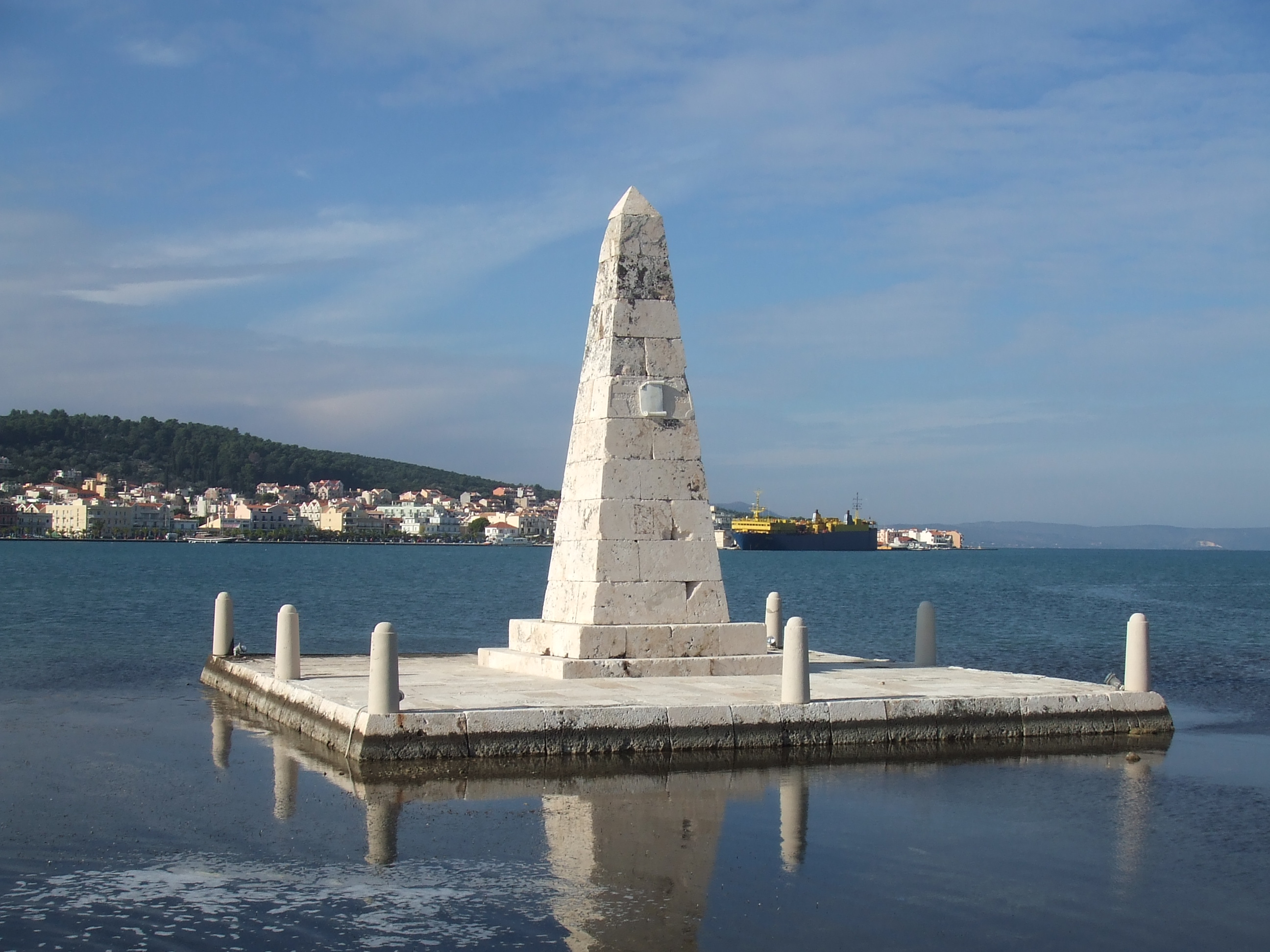
Monumento dedicado al protectorado británico

Durante el protectorado británico de la República de las Islas Jónicas, parte de las contribuciones de las islas se reinvirtió en forma de proyectos de infraestructuras. El ingeniero suizo Charles de Bosset se convirtió en gobernador de la isla en 1810 y puso el énfasis de su actividad en la construcción de carreteras y puentes. Se construyeron numerosos puentes para acortar las conexiones entre poblaciones. El mayor proyecto fue el puente de Argostoli a Drapano, que acortó el camino a Lixouri y al norte de la isla. Separa la laguna de Koutavos de la bahía.
Al inicio, el puente no recibió un nombre oficial. Así, primero se denominó Puente de Drapano, población situada en las cercanías del extremo norte, los habitantes de la zona lo llamaron Pontes (Πόντες) y durante varias décadas se utilizó el nombre De Bosset, en honor a su promotor. Posteriormente, se utilizó el nombre Desvosetos en un intento de traducción del apellido De Bosset al griego. Actualmente, la denominación oficial es Puente de Bosset.

## Historia
En 1812 Charles de Bosset presentó su idea de construir un puente al consejo de la isla que tenía que aprobar la construcción. Durante el debate, se presentó como argumento en contra de su construcción de que el puente podría facilitar la huida de delincuentes ya que su extremo norte se situaba, como hoy en día, en una zona despobladada. De Bosset golpeó con una espada sobre la mesa y proclamó que, si era necesario, podía eliminar las preocupaciones insignificantes.
Inicialmente se construyó utilizando madera, que fue sustituida por arcos de piedra arenisca. El pavimento del puente se carga sobre 16 arcos rebajados de piedra, de los cuales uno ha sido tapiado con roca. En una pequeña isla artificial situado en un punto intermedio del puente, se levantó un obelisco en recuerdo del protectorado británico.
Durante el terremoto de 1953, se produjo el asentamiento de varios tramos del puente que fueron reparados rellenando y nivelando el pavimento. Estos daños siguen siendo visibles en la actualidad.
En 1970, el puente fue catalogado como monumento histórico.
Estudios recientes demostraron que el puente producía efectos negativos en el tráfico del centro de Argostoli ya que el extremo del mismo se sitúa en relativamente cerca del centro de la población. Por ello, en el año 2009 se cerró al tráfico de vehículos pesados y, posteriormente, también a los automóviles.
En 2005 se analizó la seguridad del puente frente a efectos sísmicos, recomendándose el reemplazo de los rellenos de hormigón realizados en 1953 por piedra arenisca; dicha sustitución fue ejecutada entre 2011 y 2013. Asimismo, se eliminó el asfalto siendo sustituido por un pavimento de piezas prefabricadas de hormigón y los postes de luz anclados en el mar fueron reemplazados por réplicas de las farolas originales.